# عدنان الرحیمی
عدنان الرحیمی (عربی: عدنان الرحيمي؛ زادهٔ ۹ آوریل ۱۹۸۸) کشتی‌گیر اهل تونس است.
وی در مسابقات پان عرب ۲۰۱۱ دوحه در وزن ۸۴ کیلوگرم برندهٔ مدال طلا شد.